# Volksabstimmung über die Auflösung des dritten hessischen Landtags 1926
Die Volksabstimmung über die Auflösung des dritten hessischen Landtags fand am 5. Dezember 1926 statt. Die Mehrheit der Abstimmenden lehnte eine vorzeitige Auflösung des Landtags des Volksstaates Hessen ab.

## Hintergrund
Bei der Landtagswahl im Volksstaat Hessen am 7. Dezember 1924 war die Weimarer Koalition (Sozialdemokratische Partei Deutschlands (SPD), Zentrum und Deutsche Demokratische Partei (DDP)) rechnerisch erneut bestätigt worden. Als der Finanzminister Konrad Henrich (DDP) jedoch zu Jahresbeginn 1925 Steuererhöhungen zur Deckung des Haushaltsdefizits ankündigte, geriet die Koalition in eine Krise, als Otto von Brentano di Tremezzo (Zentrum) versuchte, eine bürgerliche Koalition der Mitte aus Zentrum, DDP, Deutscher Volkspartei (DVP) und Hessischem Bauernbund zu bilden. Nach zähen Verhandlungen in der Koalition wurde das Kabinett Ulrich II jedoch am 24. März 1925 im Amt bestätigt. Im Anschluss erhoben die rechten Parteien der Opposition die Forderung nach Neuwahlen, die jedoch durch den Landtag selbst nicht herbeigeführt werden konnten.
Artikel 24 der Hessischen Verfassung sah kein Selbstauflösungsrecht des Landtags vor, stattdessen hieß es: „Der Landtag kann vor Ablauf seiner Dauer nur durch Volksabstimmung aufgelöst werden.“ Die Hessische Verfassung regelte weiter, dass eine solche Volksabstimmung abzuhalten sei, „wenn das Gesamtministerium es beschließt oder wenn ein Zwanzigstel der bei der letzten Wahl zum Landtag Stimmberechtigten das Begehren stellt“. Bei Volksabstimmungen über einfache Gesetze und die Auflösung des Landtags entschied die einfache Mehrheit. Das dazugehörige Ausführungsgesetz, das „Gesetz über Volksbegehren und Volksabstimmung“ vom 17. März 1921, sah ein zweistufiges Verfahren vor, das heißt, es konnte direkt mit der Sammlung für das Volksbegehren begonnen werden, ein vorgeschalteter Antrag war nicht notwendig. Für die Sammlung der Unterstützerunterschriften von einem Zwanzigstel (=5 %) der Wahlberechtigten bestand zudem keine Frist, die Sammlung konnte daher ohne Zeitdruck erfolgen.
Noch im April 1926 scheiterte der Versuch der Opposition einer Verfassungsänderung, um dem Landtag ein Selbstauflösungsrecht mit einfacher Mehrheit zu geben, im Landtag. Ein entsprechendes Recht, jedoch mit Zweidrittelmehrheit, wurde schließlich 1930 in die Verfassung aufgenommen.
Zusammen mit der Republik Baden hatte der Volksstaat Hessen als einzige deutsche Länder ein zweistufiges Verfahren der Volksgesetzgebung. Das Unterschriftenquorum für das Volksbegehren war zudem eines der niedrigsten im Deutschen Reich.
Auch wenn die Legislaturperiode im Volksstaat Hessen nur drei Jahre dauerte und der Landtag sowieso im Folgejahr neu gewählt werden würde, sah die Opposition die Chance auf Neuwahlen und einen Regierungswechsel. Der Hessische Bauernbund, die Deutsche Volkspartei, die Deutschnationale Volkspartei (DNVP), die Kommunistische Partei Deutschlands (KPD), die Nationalsozialistische Freiheitsbewegung (FP) und die Wirtschaftspartei des Deutschen Mittelstandes (WP) riefen daher im April 1926 gemeinsam als „Hessischer Wirtschafts- und Ordnungsblock“ zu einem Volksbegehren zur vorzeitigen Auflösung des Landtags auf. Die Parole des Volksbegehrens lautete: „Schickt den Landtag heim!“. Neben den Regierungsparteien lehnte auch die Vereinigte schaffende hessische Landwirte die Auflösung ab.

## Das Volksbegehren
Da bei der vorigen Landtagswahl 846.196 Bürger wahlberechtigt waren, musste der „Hessische Wirtschafts- und Ordnungsblock“ für ein erfolgreiches Volksbegehren 42.310 gültige Unterschriften sammeln. Den Wahlbehörden wurden am 16. Juni 1926 insgesamt 168.742 Unterschriften überreicht und das Unterschriftenquorum damit deutlich übersprungen. Neben den 10 Unterschriften der Initiatoren stammten davon 62.440 aus der Provinz Starkenburg, 65.948 aus der Provinz Oberhessen und 40.344 aus Provinz Rheinhessen.
Vom Landesabstimmungsleiter wurden wegen formaler Mängel aber nur etwa ein Drittel der Unterschriften (etwa 56.000) als gültig anerkannt. In 74.955 Fällen wurde bemängelt, dass die Eintragungen nicht vom Unterzeichner oder der Unterzeichnerin selbst, sondern von Dritten vorgenommen worden war. Gemäß geltenden Rechts, mussten jedoch alle Eintragungen eigenhändig vorgenommen werden, also auch die geforderten Angaben zu Geburtsname, Beruf und Wohnort. Weitere 5287 Unterstützungsbekundungen waren unleserlich oder unvollständig, 5730 waren nicht auf den offiziellen Unterschriftenlisten geleistet worden, bei 3146 Bekundungen war die Person nicht zu identifizieren oder nicht wahlberechtigt. Zuletzt wurden 1746 Unterstützungsbekundungen aus sonstigen gesetzlichen Gründen zurückgewiesen.
Wenngleich das geforderte Unterschriftenquorum von einem Zwanzigstel der Wahlberechtigten bereits erfüllt war, wurde den Initiatoren eine Frist von zwei Wochen Zeit zur Nachbesserung von etwa 22.000 mangelhaften Unterstützungsbekundungen eingeräumt, 90.846 Bekundungen galten hingegen als definitiv ungültig. Schlussendlich wurden 61.999 Unterschriften als gültig anerkannt, bei 15.879 nachbesserungsfähigen Bekundungen gelang hingegen keine Anerkennung.
Dem hessischen Landtag in Darmstadt wurde die gültigen Unterschriften am 21. Juni 1926 überreicht. Dieser behandelte das Volksbegehren abschließend am 21. Oktober 1926. Die notwendige Volksabstimmung wurde auf Sonntag, den 5. Dezember 1926 festgesetzt.

## Die Volksabstimmung
Die Volksabstimmung fand am Sonntag, den 5. Dezember 1926 statt. Es entschied die einfache Mehrheit der Stimmen (kein Abstimmungsquorum) auf das gesamte Abstimmungsgebiet gerechnet.
Die Beteiligung an der Volksabstimmung fiel mit 48,8 % deutlich geringer aus als bei der vorangegangenen Landtagswahl (75,3 %). Es gelang der Opposition besser, ihre Anhänger für die Volksabstimmung zu mobilisieren. Während die Regierungsparteien bei der Landtagswahl noch einen Vorsprung von 128.318 Stimmen gegenüber der Opposition hatten, betrug der Vorsprung der „Nein“-Stimmen nun noch 17.519. Auf Provinzebene ergab sich lediglich in Oberhessen eine Mehrheit für die Landtagsauflösung. Dort hatte die Opposition bereits bei der Landtagswahl eine Mehrheit der Stimmen erhalten. Die größte Unterstützung fand die Regierung bei der Landtagswahl wie der Volksabstimmung in den stark industrialisierten Landkreisen Offenbach und Gießen (die SPD-Parteihochburgen waren) und in den katholischen Landesteilen die das Zentrum dominierte.
| Gebiet              | Stimmberechtigte (a) | Abstimmende | Abstimmende   | gültige Stimmen (b) | ungültige Stimmen | ungültige Stimmen | Ja, zur Landtagsauflösung | Ja, zur Landtagsauflösung | Ja, zur Landtagsauflösung | Nein, zur Landtagsauflösung | Nein, zur Landtagsauflösung | Nein, zur Landtagsauflösung |
| Gebiet              | Anzahl               | Anzahl      | Anteil (an a) | Anzahl              | Anzahl            | Anteil (an a)     | Anzahl                    | Anteil (an b)             | Anteil (an a)             | Anzahl                      | Anteil (an b)               | Anteil (an a)               |
| ------------------- | -------------------- | ----------- | ------------- | ------------------- | ----------------- | ----------------- | ------------------------- | ------------------------- | ------------------------- | --------------------------- | --------------------------- | --------------------------- |
| Provinz Starkenburg | 409.699              | 205.404     | 50,14 %       | 202.400             | 3.004             | 1,46 %            | 095.472                   | 47,17 %                   | 23,30 %                   | 106.928                     | 52,83 %                     | 26,10 %                     |
| Provinz Oberhessen  | 210.078              | 105.840     | 50,38 %       | 104.802             | 1.038             | 0,98 %            | 063.282                   | 60,38 %                   | 30,12 %                   | 041.520                     | 39,62 %                     | 19,76 %                     |
| Provinz Rheinhessen | 256.478              | 116.115     | 45,27 %       | 114.969             | 1.146             | 0,99 %            | 043.572                   | 37,90 %                   | 16,99 %                   | 071.397                     | 62,10 %                     | 27,84 %                     |
| Volksstaat Hessen   | 876.255              | 427.359     | 48,77 %       | 422.171             | 5.188             | 1,21 %            | 202.326                   | 47,93 %                   | 23,09 %                   | 219.845                     | 52,07 %                     | 25,09 %                     |

## Folgen
Da die Volksabstimmung eine Mehrheit gegen die Auflösung des Landtags ergab, blieb dieser bis zum regulären Ende seiner Wahlperiode bestehen. Am 13. November 1927 folgte die Wahl zum vierten hessischen Landtag. Die regierende Weimarer Koalition aus SPD, Zentrum und DDP wurde dabei mir nur geringen Verlusten bestätigt.